# Юзефув (гміна Дружбіце)
Юзефув (пол. Józefów) — село в Польщі, у гміні Дружбиці Белхатовського повіту Лодзинського воєводства.
Населення — 120 осіб (2011).
У 1975-1998 роках село належало до Пйотрковського воєводства.

## Демографія
Демографічна структура станом на 31 березня 2011 року:
|          | Загалом | Допрацездатний вік | Працездатний вік | Постпрацездатний вік |
| -------- | ------- | ------------------ | ---------------- | -------------------- |
| Чоловіки | 61      | 12                 | 41               | 8                    |
| Жінки    | 59      | 12                 | 31               | 16                   |
| Разом    | 120     | 24                 | 72               | 24                   |